# Anett Mészáros
Anett Mészáros (* 14. Juli 1987 in Budapest) ist eine ungarische Judoka. Sie gewann zwei Silber- und zwei Bronzemedaillen bei Weltmeisterschaften. 

## Karriere
Anett Mészáros war 2002 Dritte der U17-Europameisterschaften in der Gewichtsklasse bis 63 Kilogramm. Bei den Junioren-Weltmeisterschaften im gleichen Jahr belegte sie den fünften Platz, jetzt aber bereits in der Gewichtsklasse bis 70 Kilogramm. In dieser Gewichtsklasse gewann sie von 2002 bis 2004 und 2007 den ungarischen Meistertitel. 2003 gewann sie die U17-Europameisterschaften und belegte den zweiten Platz bei den U20-Europameisterschaften. 2004 war Anett Mészáros sowohl U20-Europameisterin als auch U20-Weltmeisterin. Ihre erste internationale Medaille in der Altersklasse der Erwachsenen gewann sie bei den Europameisterschaften 2005 in Rotterdam. Im Halbfinale unterlag sie der Niederländerin Edith Bosch, den Kampf um Bronze gewann sie gegen Silvia Schlagnitweit aus Österreich. Ein halbes Jahr später gewann sie bei den U23-Europameisterschaften ebenfalls Bronze. 2006 siegte Anett Mészáros bei den U20-Europameisterschaften, bei den U20-Weltmeisterschaften unterlag sie im Finale der Japanerin Tomoe Ueno. Eine weitere Silbermedaille erkämpfte sie bei den U23-Europameisterschaften, als sie erst im Finale gegen die Portugiesin Ana Cachola verlor. Bei den Weltmeisterschaften 2007 in Rio de Janeiro unterlag die Ungarin im Viertelfinale der Französin Gévrise Émane, mit drei Siegen in der Hoffnungsrunde erkämpfte sich Mészáros eine Bronzemedaille. Im Jahr darauf erreichte sie bei den Europameisterschaften in Lissabon das Halbfinale. Nach Niederlagen gegen die Spanierin Leire Iglesias und die Deutsche Kerstin Thiele belegte sie den fünften Platz. Bei den Olympischen Spielen 2008 in Peking unterlag Anett Mészáros im Viertelfinale der Japanerin Masae Ueno und belegte letztlich den siebten Platz. Ende 2008 gewann sie eine Bronzemedaille bei den U23-Europameisterschaften.
Bei den Europameisterschaften 2009 in Tiflis unterlag Mészáros im Viertelfinale der Spanierin Cecilia Blanco und belegte am Ende den fünften Platz. Vier Monate später erreichte sie bei den Weltmeisterschaften 2009 in Rotterdam durch einen Halbfinalsieg über die Japanerin Mina Watanabe das Finale, dort unterlag sie Yuri Alvear aus Kolumbien. 2010 gewann sie bei den Europameisterschaften in Wien im Halbfinale gegen die Französin Mylène Chollet und im Finale gegen die Slowenin Raša Sraka. Als amtierende Europameisterin erreichte sie bei den Weltmeisterschaften 2010 in Tokio mit Siegen über Cecila Blanco und Edith Bosch das Finale, unterlag aber dort der Französin Lucie Décosse. 2011 belegte sie bei den Europameisterschaften in Istanbul nach Niederlagen gegen Edith Bosch und Lucie Décosse den fünften Platz. Auch bei den Weltmeisterschaften 2011 in Paris unterlag sie gegen Lucie Décosse, diesmal allerdings im Halbfinale. Mit einem Sieg über Raša Sraka erkämpfte sich Anett Mészáros Bronze, ihre vierte Medaille bei Weltmeisterschaften. Bei den Olympischen Spielen 2012 in London unterlag sie in ihrem ersten Kampf der Deutschen Kerstin Thiele.
Anett Mészáros war in den folgenden Jahren nur 2015 aktiv. Nach der Geburt ihres Sohnes trat sie 2018 wieder bei internationalen Turnieren an, jetzt in der Gewichtsklasse bis 78 Kilogramm.